# 雑走/足跡
雑走/足跡（ざっそう/あしあと）は、2003年1月22日にリリースされた、ロードオブメジャーのインディーズ2枚目のシングル。

## 概要
- 大ヒットした前作から半年ぶりのリリースで、ロードオブメジャー初の両A面シングル。
- 前作がメジャーデビューの条件をクリアしたため念願のメジャーデビューシングルかと思いきや、メンバーたちが「結成したばかりで未熟なためインディーズ活動を続ける」と発言したため、インディーズからのリリースとなった。
- オリコンチャートで初登場で3位を獲得、初登場順位では彼らのシングルでは最高位となっている（前作は初登場は16位）。前作も6位にランクインしており、インディーズ史上初のオリコン週間シングルチャート2曲同時トップ10入りとなった[1]。
- 「雑走」は1stアルバム『ROAD OF MAJOR』、ベストアルバム『GOLDEN ROAD 〜BEST〜』に収録されており、「足跡」は1stアルバム『ROAD OF MAJOR』に収録されている。

## 収録曲
全編曲：ロードオブメジャー
1. 雑走
作詞：上原彰兼/北川賢一　作曲：近藤信政/北川賢一
  - テレビ朝日系「Matthew's Best Hit TV」エンディングテーマ。
  - PVはドラマ仕立てとなっているが、ロードオブメジャーは演奏しているだけである。
2. 足跡
作詞・作曲：北川賢一
  - 「クイズ赤恥青恥」テーマソング。
3. HEY!Police
作詞：上原彰兼/松本賢一 作曲：近藤信政/松本賢一